# Асіябсаран
Асіябсаран (перс. اسيابسران) — село в Ірані, у дегестані Шабхус-Лат, у бахші Ранкух, шагрестані Амлаш остану Ґілян. За даними перепису 2006 року, його населення становило 710 осіб, що проживали у складі 204 сімей.